# Mihails Zemļinskis
Mihails Zemļinskis (Dnyipropetrovszk, 1969. december 21. –) lett válogatott  labdarúgó.
A lett válogatott tagjaként részt vett a 2004-es Európa-bajnokságon.
A lett U21-es válogatott szövetségi edzője volt 2009 és 2011 között.
Jelenleg a lett parlament tagja.

## Góljai a lett válogatottban
| #   | Dátum               | Ellenfél         | Eredmény | Kiírás              | Esemény           |
| --- | ------------------- | ---------------- | -------- | ------------------- | ----------------- |
| 1.  | 1995. március 8.    | Magyarország     | 1 – 3    | barátságos mérkőzés | 41' 61(11-esből)' |
| 2.  | 1995. május 21.     | Litvánia         | 0 – 2    | Balti-kupa          | 34(11-esből)'     |
| 3.  | 1996. október 9.    | Fehéroroszország | 1 – 1    | Vb-selejtező        | 16'               |
| 4.  | 1997. szeptember 6. | Észtország       | 1 – 0    | Vb-selejtező        | 63' 87(11-esből)' |
| 5.  | 1998. szeptember 6. | Norvégia         | 3 – 1    | Eb-selejtező        | 64(11-esből)'     |
| 6.  | 1999. június 9.     | Görögország      | 2 – 1    | Eb-selejtező        | 90(11-esből)'     |
| 7.  | 2002. április 17.   | Kazahsztán       | 2 – 1    | barátságos mérkőzés | 70' 75(11-esből)' |
| 8.  | 2004. február 21.   | Fehéroroszország | 1 – 4    | barátságos mérkőzés | 37(11-esből)'     |
| 9.  | 2004. június 6.     | Azerbajdzsán     | 2 – 2    | barátságos mérkőzés | 83(11-esből)'     |
| 10. | 2004. szeptember 8. | Luxemburg        | 4 – 3    | Vb-selejtező        | 39(11-esből)' 76' |
| 11. | 2004. november 17.  | Liechtenstein    | 3 – 1    | Vb-selejtező        | 57'               |
| 12. | 2005. február 8.    | Finnország       | 1 – 2    | barátságos mérkőzés | 62(11-esből)'     |

## Sikerei, díjai
Skonto Riga
- Lett bajnok (11): 1992, 1993, 1994, 1995, 1998, 1999, 2000, 2001, 2002, 2003, 2004
- Az év lett labdarúgója (1): 1998